# Ciré Ly
Ciré Ly (Ndioum, 15 octobre 1929 - Dakar, 13 juillet 2012) est un médecin et islamologue sénégalais. Il est diplômé des facultés de médecine de Paris et Dakar. Sa thèse de doctorat en médecine, a été la première à être soutenue à la Faculté de Médecine de Dakar.

## Biographie
Jeune étudiant, il fut à l’initiative de la fondation de l’Association musulmane des étudiants d’Afrique noire (AMEAN) en 1954. Cette association, anti-colonialiste, a œuvré pour faciliter la pratique religieuse des étudiants musulmans.
En 1984, il fonde le Centre de recherche sur l'islam et le développement (Cerid) avec l'avocat Fadilou Diop et le Dr Daouda Diouf. En 1989, avec l'ensemble des membres du Cerid, il considère que « la profanation perpétrée par Salman Rushdie s'est révélée d'une gravité sans égale ».
En 1985, il fonde l’ONG Action de solidarité islamique (Asi).
Il a été le premier imam de la mosquée de l’Université de Dakar.

## Publications
- Contribution à l'étude de la recherche qualitative et quantitative de Prolans, par la réaction de Galli-Mainini, appliquée aux crapauds de la Sénégambie, thèse, Dakar, 1961
- Ciré Ly et al., « Une épidémie de fièvre jaune au Sénégal en 1965 : l'épidémie humaine », Bulletin de l'Organisation Mondiale de la Santé, 1967, p. 113-150.
- Ciré Ly et al., « Fièvre jaune : étude d'ensemble de l'épidémie du Sénégal de 1965 », Bulletin de la Société Médicale d'Afrique Noire de Langue Française, 1966, 11 (3), p. 1-12.
- Christianisme ou Islam, Présence Africaine, 1971
- La Légende de Cheikh El Haj Oumar Tall, 1979
- Consciences musulmanes et voix citoyenne, Dakar, Action de solidarité islamique, 2011  — compte-rendu par Boubacar Niane, « Une figure de segment transnational », 2012 [lire en ligne]
- « La France et l’Islam Aofien », Le Réveil islamique, n°4, mars 1954
- « Où va l’Afrique ? », Vers l’Islam, n° 5, avril 1955